# Ніджат Абасов
Ніджат Азад огли Абасов  (азерб. Nicat Azad oğlu Abasov; нар. 14 травня 1995, Баку) — азербайджанський шахіст, гросмейстер (2011). У лютому 2020 року досяг свого найвищого за весь час рейтингу (2670) ставши № 3 в Азербайджані та № 67 у світі.

## Життєпис

### Ранні роки
Звання міжнародного майстра Абасову присвоєно в 2009 році. Він виконав останню норму, необхідну для звання гросмейстера на змаганні присвяченому Дню солідарності азербайджанців світу наприкінці грудня 2010 року, у якому посів перше місце. ФІДЕ присудила йому титул у лютому 2011 року.

### Професійна кар'єра
У листопаді 2015 року Абасов виграв турнір Cultural Village у Вейк-ан-Зее щоб пройти кваліфікацію на турнір Tata Steel Challengers 2016. В останньому він набрав 6½ очок з 13.  Абасов грав у складі команди Азербайджану на 42-й шаховій олімпіаді в Баку. Наприкінці грудня 2016 року виграв Zurich Christmas Open на тай-брейку у Віктора Лазнічки, Денніса Вагнера, Крістіана Бауера та Матеуша Бартеля. У 2017 році виграв  чемпіонат Азербайджану з шахів і турнір Baku Open.
У жовтні 2019 року Ніджат заробив 6,5 очок (+2=9-0) у турнірі Grand Swiss ФІДЕ 2019, посівши 15-те місце серед 154 гравців. У листопаді того ж року Абасов піднявся до № 93 у світовому рейтингу і вперше у своїй кар'єрі увійшов до топ-100 ФІДЕ.
На Кубку світу з шахів 2023 року Абасов переміг Аніша Гірі в третьому раунді. Далі він дійшов до півфіналу, перемігши Петра Свідлера в четвертому раунді, Салема Салеха в п’ятому раунді та Відіта Ґуджраті в шостому раунді (чвертьфіналі). Оскільки Магнус Карлсен не бере участі в турнірі претендентів 2024 року, Абасов автоматично кваліфікується на цей турнір.

## Особисте життя
Ніджат Абасов одружений з азербайджанською гросмейстеркою Хаяллю Абдуллою.